# هيئة حقوق الإنسان (السعودية)
هيئة حقوق الإنسان السعودية هيئة حكومية أُنشِئت بتاريخ 8 شعبان 1426هـ الموافق 19 أيلول/سبتمبر 2005م، تهدف لحماية حقوق الإنسان في السعودية، وتعزيزها وفقًا لمعايير حقوق الإنسان الدولية في جميع المجالات، ونشر الوعي بها والإسهام في ضمان تطبيق ذلك في ضوء أحكام الشريعة الإسلامية، وتعتبر الهيئة جهة حكومية مستقلة بإبداء الرأي والمشورة فيما يتعلق بمسائل حقوق الإنسان.
وقد تم تعديل تنظيم الهيئة في 5 جمادى الأولى 1437هـ الموافق 14 آذار/مارس 2016م. تضمنت ارتباطها مباشرة بالملك بالإضافة لإقرار تعديلات وظيفية داخلها، وهي تختلف عن الجمعية الوطنية لحقوق الإنسان التي أنشئت بتاريخ 18 محرم 1425هـ.
وفي عام 2020 تم تعيين 13 امرأة في مجلس الهيئة بما يمثل نصف عدد أعضاء المجلس، والبالغ عددهم 26 عضو منهم 18 عضو متفرغ، و8 أعضاء غير متفرغين.

## الرؤية والرسالة
- الرؤية: هيئة حقوق إنسان مبادرة ورائدة.
- الرسالة: حماية حقوق الإنسان وتعزيزها في جميع المجالات وفقًا للمعايير الدولية، ونشر الوعي بها، والإسهام في ضمان تطبيقها في ضوء أحكام الشريعة الإسلامية.[4]

## أهداف الهيئة
حماية حقوق الإنسان وتعزيزها وفقًا لمعايير حقوق الإنسان الدولية في جميع المجالات، ونشر الوعي بها، والإسهام في ضمان تطبيق ذلك في ضوء أحكام الشريعة الإسلامية. وتكون هي الجهة الحكومية المختصة بإبداء الرأي والمشورة فيما يتعلق بمسائل حقوق الإنسان.

## المهام الأساسية
حددت المادة (الخامسة) من تنظيم الهيئة المهام الأساسية لها، ومنها:
- التأكد من تنفيذ الجهات الحكومية المعنية، للأنظمة واللوائح السارية فيما يتعلق بحقوق الإنسان، والكشف عن التجاوزات المخالفة للأنظمة المعمول بها في المملكة والتي تشكل انتهاكًا لحقوق الإنسان، واتخاذ الإجراءات النظامية اللازمة في هذا الشأن.
- إبداء الرأي في مشروعات الأنظمة المتعلقة بحقوق الإنسان، ومراجعة الأنظمة القائمة واقتراح تعديلها وفقًا للإجراءات النظامية.
- متابعة الجهات الحكومية لتطبيق ما يخصها من الصكوك الدولية لحقوق الإنسان التي انضمت إليها المملكة، والتأكد من اتخاذ تلك الجهات الإجراءات اللازمة لتنفيذها.
- إبداء الرأي في الصكوك الدولية الخاصة بحقوق الإنسان، فيما يتعلق بانضمام المملكة إليها، أو الأحكام الواردة فيها.
- الموافقة على تقارير المملكة المتعلقة بحقوق الإنسان، ورفع ما يلزم منها من قبل رئيس الهيئة إلى الملك.
- زيارة السجون ودور التوقيف في أي وقت دون إذن من جهة الاختصاص، ورفع تقارير عنها إلى الملك.
- تلقي الشكاوى المتعلقة بحقوق الإنسان والتحقق من صحتها، واتخاذ الإجراءات النظامية في شأنها.
- وضع السياسة العامة لتنمية الوعي بحقوق الإنسان، واقتراح سبل العمل على نشر ثقافة حقوق الإنسان والتوعية بها، وذلك من خلال المؤسسات والأجهزة المختصة بالتعليم والتدريب والإعلام وغيرها.
- الموافقة على إصدار النشرات والمجلات والمطبوعات المتصلة بأهداف الهيئة واختصاصاتها.
- الموافقة على التقرير السنوي عن أعمال الهيئة والتقرير السنوي عن حالة حقوق الإنسان في المملكة، ورفعهما إلى الملك.
- الموافقة على مشروع ميزانية الهيئة وحسابها الختامي ورفعهما إلى الملك بحسب الإجراءات النظامية.
- التعاون مع الجمعيات والمنظمات والمؤسسات الوطنية والإقليمية والدولية العاملة في مجال حقوق الإنسان بما يحقق أهداف الهيئة وتنمية علاقاتها.
- الموافقة على عقد المؤتمرات والندوات الداخلية والدولية في مسائل حقوق الإنسان، والمشاركة فيها، وفقًا للإجراءات النظامية في هذا الشأن.
- الموافقة على إقامة الدعاوى والرد عليها فيما يتعلق بمسائل حقوق الإنسان.[5]

## أعضاء مجلس هيئة حقوق الإنسان[6]
- الدكتورة/ هلا بنت مزيد بن محمد التويجري (رئيس مجلس الهيئة)
- الدكتور/ هشام بن عبدالرحمن آل الشيخ (نائب رئيس مجلس الهيئة)

الأعضاء المتفرغين
الدكتور/ غفون بن سالم بن مسعود اليامي
الدكتورة/ آمال بنت محمد بن إبراهيم الهبدان
الدكتورة/ سارة بنت عبدالعزيز بن محمد الفيصل
الدكتور/ إبراهيم بن عبدالله بن إبراهيم البطي
الأستاذة/ضحى بنت علوي بن محمد آل إبراهيم
الدكتورة/ سارة بنت عمر بن إبراهيم العبدالكريم
الدكتور / أحمد بن صالح بن حمد السيف
الدكتور / عثمان بن طاهر بن أحمد طالبي
الدكتور / عبدالمجيد بن عبدالرحمن بن عبدالله الشعلان
الأستاذة/نوال بنت خالد بن محمد القحطاني
الأستاذة/عواطف بنت فهد بن ساعد الحارثي
الدكتور/ سليمان بن محمد بن عبدالعزيز الشدي
الأستاذ/محمد بن أحمد بن إبراهيم المحارب
الأستاذ/أحمد بن عبدالعزيز بن سليمان المطلق
الأستاذة/أسماء بنت فؤاد بن عبدالسلام فارسي
الدكتور/ فيصل بن سلطان بن فهد السبيعي
الدكتور/ رجاء الله بن دخيل الله بن عايض السلمي
الدكتور/ عدنان بن عبدالله بن محمد النعيم 
الأعضاء غير المتفرغين
الأستاذ/نقاء بن خالد بن نقاء العتيبي  
الأستاذ/عبدالمحسن بن ماجد بن عبدالمحسن الخثيلة 
الأستاذة/منيرة بنت حمدان بن ثواب العصيمي 
الدكتور/ عبد الحميد بن عبدالله بن محمد الحرقان 
الدكتور/ عبداللطيف بن محمد بن عبداللطيف آل الشيخ 
الدكتور/ محمد بن ناصر بن محمد الشلفان 
الدكتورة/ لانا بنت حسن بن سعد بن سعيد 
الأستاذة/فوزة بنت متعب بن نوري المهيد 
الدكتورة/ ريما بنت عبدالله بن إبراهيم بن غدير 

## الاتفاقيات الدولية لحقوق الإنسان التي صادقت عليها السعودية
| الاتفاقية                                               | تاريخ الإنضمام | مصادر         |
| ------------------------------------------------------- | -------------- | ------------- |
| الاتفاقية الدولية للقضاء على جميع أشكال التمييز العنصري | 1997           | [ 7 ] [ 8 ]   |
| اتفاقية القضاء على جميع أشكال التمييز ضد المرأة         | 2000           | [ 9 ] [ 10 ]  |
| اتفاقية حقوق الطفل                                      | 1995           | [ 11 ] [ 12 ] |
| اتفاقية مناهضة التعذيب                                  | 1997           | [ 13 ] [ 14 ] |
| اتفاقية حقوق الأشخاص ذوي الإعاقة                        | 2008           | [ 15 ]        |
| الميثاق العربي لحقوق الإنسان                            | 2009           | [ 16 ] [ 17 ] |
| اتفاقية الحد الأدنى لسن الإستخدام                       | 2014           | [ 18 ]        |

## مبادرات

### مبادرات دولية
في يوليو 2020 أطلقت الهيئة برنامج التواصل الدولي لهيئة حقوق الإنسان، لإطلاع الشركاء الدوليين على الخطوات التي اتخذتها المملكة في سبيل الوفاء بالمعايير الدولية لحقوق الإنسان. كما أطلقت حساب الهيئة الدولي في مواقع التواصل الاجتماعي (HRC International)، الذي يُعنى بالنشر المستمر للمعلومات والبيانات التي تعكس التقدم المحرز في مجال حقوق الإنسان في المملكة باللغة الإنجليزية، والتفاعل المباشر مع الجمهور في مواقع التواصل الاجتماعي، وكذلك أطلقت النشرة الإخبارية (Newsletter)، وهي نشرة عالمية شهرية محررة باللغة الإنجليزية، تتناول ما يستجد من إصلاحات وتطورات على المستوى الوطني في مجال حقوق الإنسان، وجوانب من الجهود الوطنية المتخذة لتعزيزها وحمايتها، بالإضافة إلى إنشاء قائمة بريدية (Mailing List) تضم العناوين البريدية لأكثر من 500 شخصية تُعنى بحقوق الإنسان حول العالم، بهدف تزويدهم بما يستجد من إصلاحات وتطورات تتعلق بحقوق الإنسان في المملكة، فضلاً عن إصدارات الهيئة ومنها النشرة الإخبارية، لتعزيز التواصل والتفاعل معهم.

## التقرير الدولي
- 2022م: أطلقت الهيئة تقريرها الدولي عن أبرز الإصلاحات والتطورات المتحققة في مجال حقوق الإنسان في المملكة. تضمن التقرير معلومات ومؤشرات تعكس حجم التطور المتحقق في عدد من مجالات حقوق الإنسان بما فيها القضاء والعدالة الجنائية، وحقوق المرأة وتمكينها، ومكافحة جرائم الاتجار بالأشخاص، وحقوق العمال وغيرها من المجالات.[20]

## وصلات خارجية
الموقع الرسمي للهيئة

## اُنظر أيضًا
- الجمعية الوطنية لحقوق الإنسان
- حقوق الإنسان في السعودية

## وصلات خارجية
- هيئة حقوق الإنسان السعودية.
- الجمعية الوطنية لحقوق الإنسان في السعودية.